# Big Fat Important Movie
Big Fat Important Movie ist eine Komödie aus dem Jahr 2008. Der Film handelt vom Filmemacher Michael Malone (eine Parodie auf Michael Moore), der zu Beginn der Handlung die Abschaffung des amerikanischen Nationalfeiertags fordert. Die Handlung orientiert sich an der Weihnachtsgeschichte von Charles Dickens. Die Filmpremiere fand am 3. Oktober 2008 statt.

## Handlung
Der Dokumentarfilmemacher Michael Malone veranstaltet eine Kampagne zur Verbannung des 4. Julis als Feiertag. Während er mit seiner Organisation spricht, kommt Josh Malone, der Neffe von Michael in den Saal. Sein Neffe ist alles andere als antiamerikanisch und will ihn am 4. Juli zu seiner Feier einladen. Sein Onkel lehnt ab.
Malone lernt später zwei Araber kennen, er weiß jedoch nicht, dass es sich um Terroristen handelt. Er stimmt mit ihnen in der Bewertung der Politik der Vereinigten Staaten überein und soll einen Werbefilm für ein Terrorcamp drehen. Nach der Preisverleihung für den besten Dokumentarfilm sieht sich Michael Malone eine Rede von John F. Kennedy an und murmelt positiv über den Präsidenten vor sich hin. Da verfügt Kennedy vom Fernseher aus, drei Geister sollten Malone besuchen. Am nächsten Morgen meint Michael, es sei alles nur ein Traum gewesen. Später kommt aber der Geist von George S. Patton. Dieser erklärt ihm ein Beispiel, weshalb Krieg notwendig ist. Er zeigt eine Welt, in welcher Abraham Lincoln keinen Sezessionskrieg geführt hat und Michael selbst Sklaven hält. Dann sehen sie, wie Neville Chamberlain das Münchner Abkommen unterzeichnet und dabei jeden Wunsch Hitlers erfüllt, unter anderem indem er seine Schuhe putzt. Weiter geht es zu einer Universität, in welcher Lehrer singen, dass die Schüler, welche mit der Meinung der Lehrer übereinstimmen, gute Noten bekommen. Michael ist immer noch nicht überzeugt. Als Nächstes kommt der Geist von George Washington, den Malone in einer Kirche trifft. Washington zeigt ihm den bei den Terroranschläge des 11. Septembers angerichteten Schaden. Immer noch nicht überzeugt, folgt der dritte Geist Trace Adkins. Er führt ihn nach Hollywood, welches von der al-Qaida erobert wurde und ein Denkmal für Michael Malone gebaut hat. Adkins zeigt ihm auch, dass er durch den Angriff der Terroristen ums Leben gekommen ist. Malone kommt zur Einsicht und fährt zu seiner Kampagne, welche das Ziel hat, den 4. Juli als Feiertag abzuschaffen. Er erklärt seine neue politische Ansicht. Die Menge ist alles andere als begeistert, weshalb er zu einem Soldatentreffen fährt, um einen Terroranschlag durch die beiden von ihm unterstützten Terroristen zu verhindern. Am Ende beschließt er, seinen Neffen zu einem Marineschiff zu begleiten. Josh Malone wird am Persischen Golf stationiert.

## Hintergrund
Big Fat Important Movie wurde von vielen konservativen Persönlichkeiten gefördert. Dazu gehört der konservative Nachrichtensender Fox News Channel, die Republikaner Rush Limbaugh und Glenn Beck sowie die Zeitung National Review. Moderator Bill O’Reilly spielt in einem kurzen Gastauftritt sich selbst.
Der Film floppte an den Kinokassen mit 7 Millionen US-Dollar Einspielergebnis bei rund 20 Millionen US-Dollar Kosten.

## Kritiken
Der Film erhielt überwiegend negative Kritiken. Auf Rotten Tomatoes fielen nur 5 der insgesamt 45 Rezensionen positiv aus, was einer Wertung von 11 % entspricht. Als Urteil heißt es: „An American Carol leidet weniger an seiner erkennbaren politischen Voreingenommenheit, sondern daran, dass er einfach nicht sehr lustig ist.“ Metacritic ermittelte einen Wert von 20 % basierend auf 12 Kritiken.

„Amüsante, höchst gagreiche Polit-Satire, die eher im konservativen Lager beheimatet, deren Zielrichtung freilich kaum fehl zu deuten ist.“